# Nguyên Mãn Châu Quốc
Nguyên Mãn Châu Quốc (tiếng Trung: 滿洲國圓, Mǎnzhōuguóyuán) là đơn vị tiền tệ chính thức của Mãn Châu Quốc, từ tháng 6 năm 1932 đến tháng 8 năm 1945.
Đơn vị tiền tệ được dựa trên một người bảo trợ bạc nguyên chất cơ bản là 23,91 gram. Nó đã thay thế cho lạng Trung Quốc, hệ thống tiền tệ địa phương được sử dụng phổ biến và thường xuyên ở Mãn Châu trước khi xảy ra sự kiện Phụng Thiên, làm đấu thầu hợp pháp.

## Tiền xu

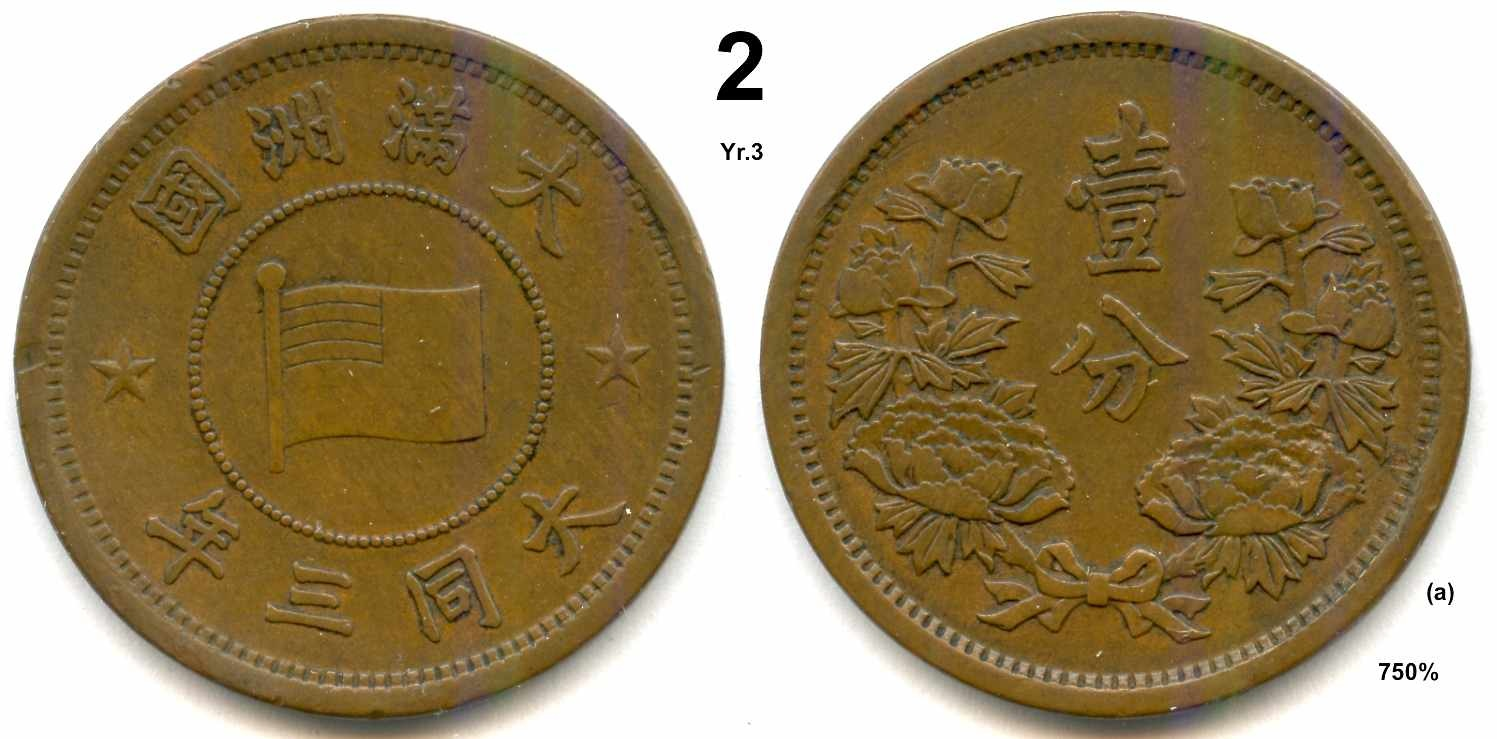
1 fen (1934)
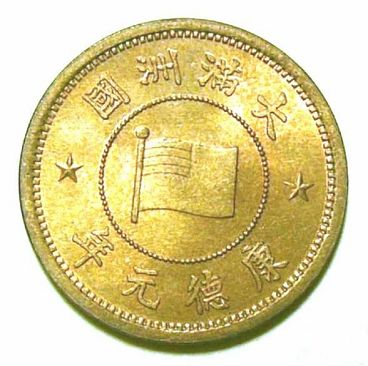
1 fen (1934-1939)
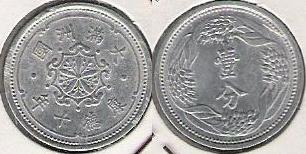
1 fen (1943)
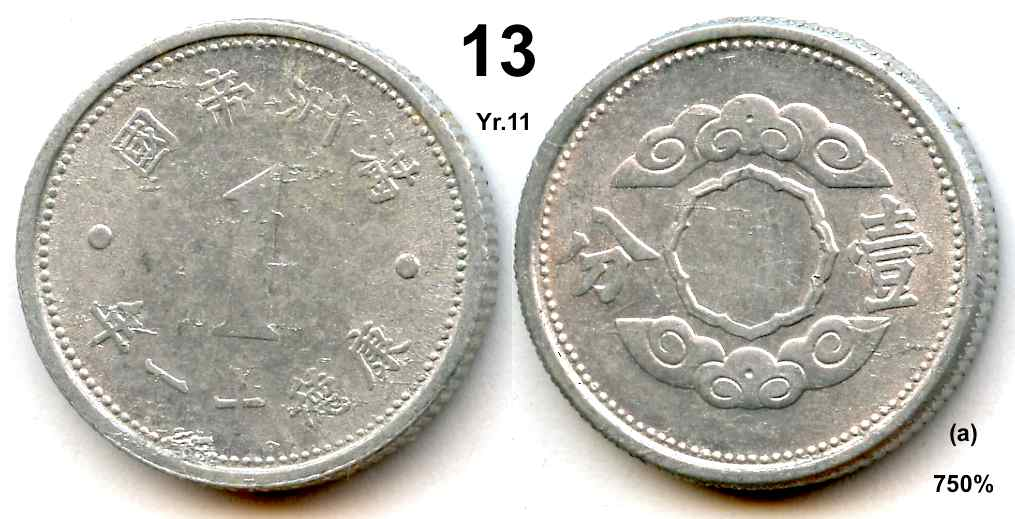
1 fen (1944)
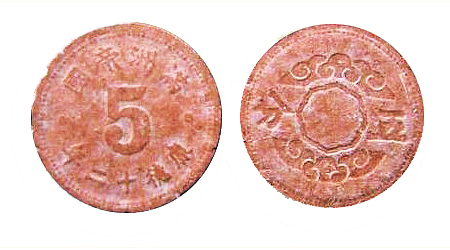
5 fen (1944-1945)
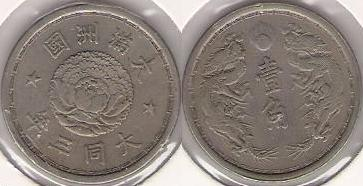
10 góc (1933-1934)
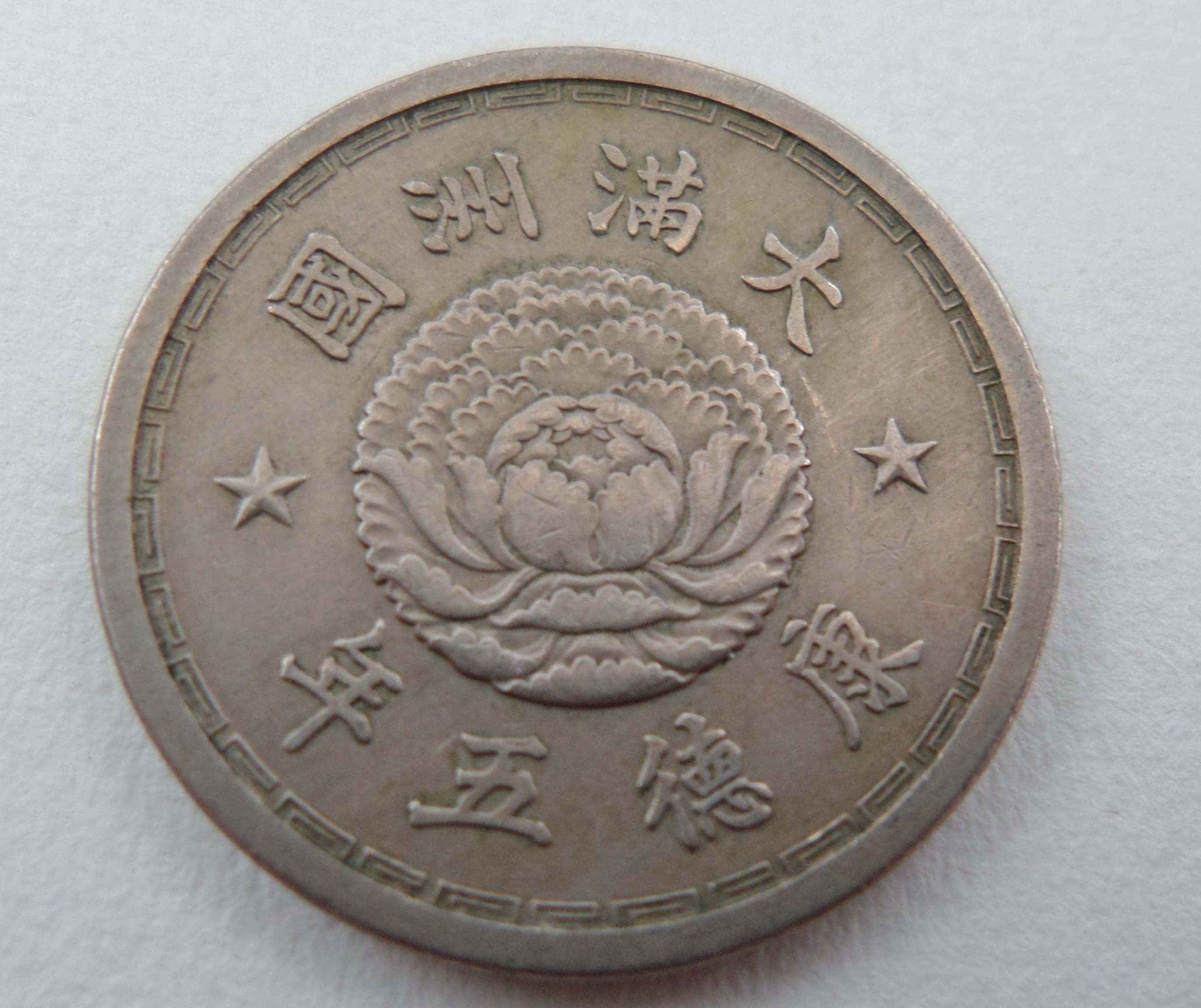
10 góc (1934-1939)
- Tập tin:== Tiền mặt ==
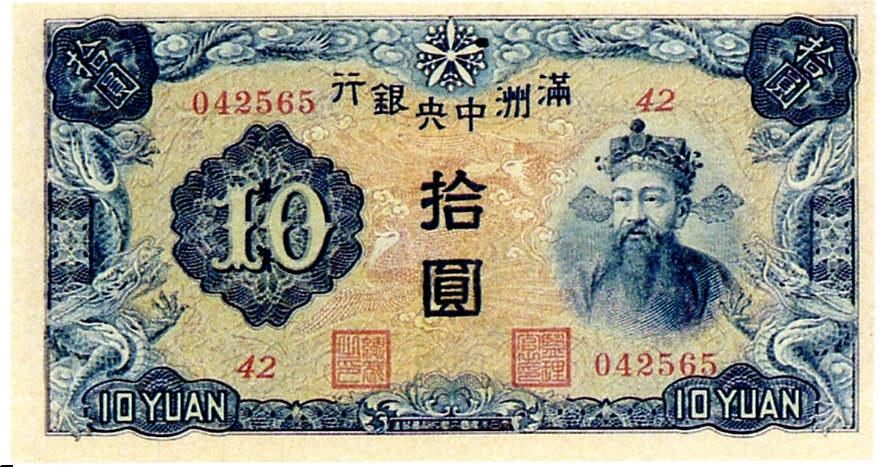
10 nhân dân tệ, 1937 (mặt trước) đại diện cho Caishenye.
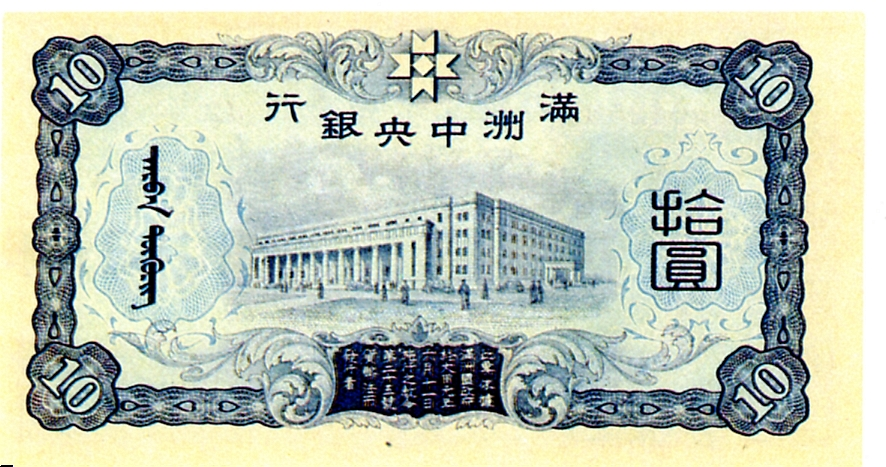
10 nhân dân tệ, 1937 (mặt sau), đại diện cho trụ sở của Ngân hàng Trung ương Mãn Châu.
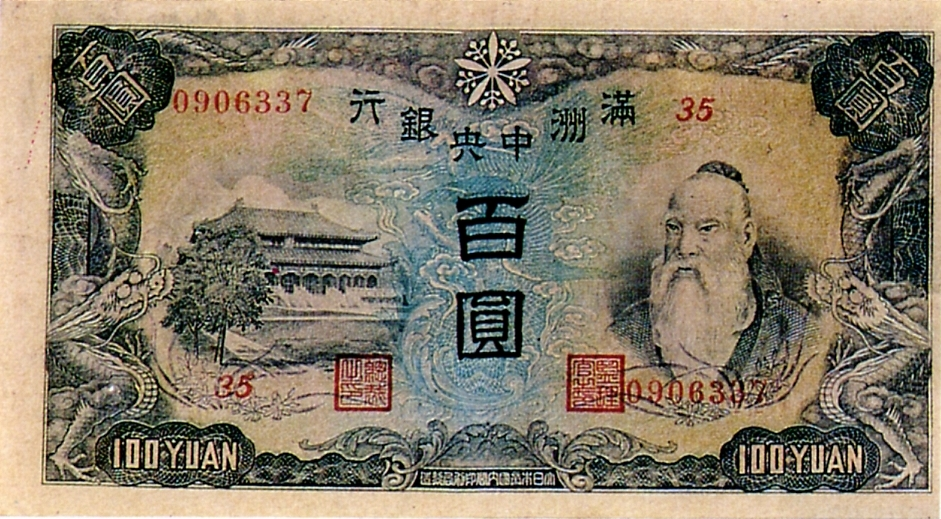
100 nhân dân tệ, 1944 (mặt trước) đại diện cho Khổng Tử.
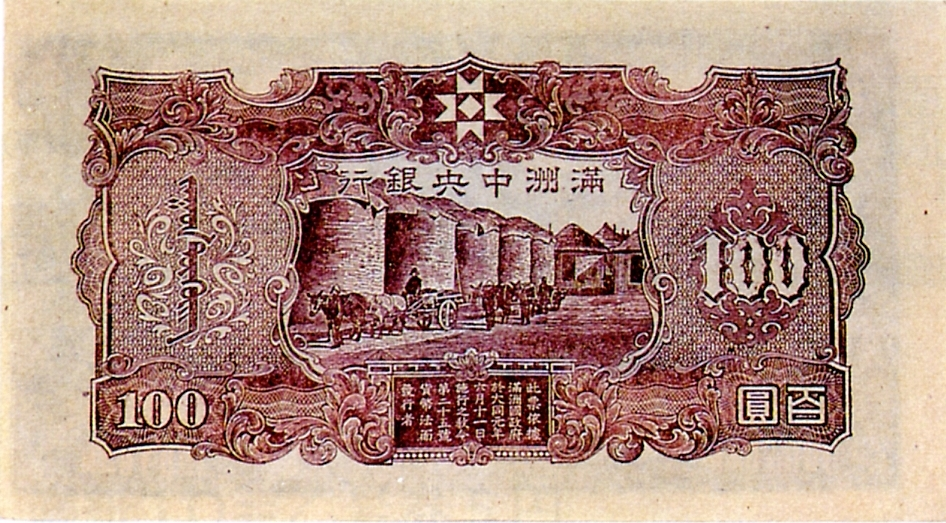
100 nhân dân tệ, 1944 (mặt sau), mô tả silo đậu nành..